# Conus goajira
Conus goajira é uma espécie de gastrópode do gênero Conus, pertencente à família Conidae.